# Yilian Cañizares
Yilian Cañizares là nhạc sĩ người Cuba. Cô sống tại Thụy Sĩ từ năm 2000.

## Tiểu sử
Yilian Cañizares sinh ra tại Havana, Cuba và học violin ở đó, theo truyền thống nghiêm ngặt nhất của Nga. Năm 1997, cô chuyển đến Venezuela và học hành tại đó. Ba năm sau, cô chuyển đến Thụy Sĩ và nhận quyền công dân,. Tại đó hoàn thành việc học tại nhạc viện Fribourg / Freiburg. Ban đầu cô có ý định trở thành nhạc sĩ cổ điển. Tại Thụy Sĩ, cô lại theo con đường nhạc Jazz. Cô được truyền cảm hứng từ nghệ sĩ violin jazz người Pháp tên Stéphane Grappelli. Cô quyết định phối hợp phong cách của nghệ sĩ người PHáp ấy với âm nhạc Cuba.
Kết thúc sự nghiệp học hành, cô bắt đầu tham gia ban nhạc Ochumare (tiếng Yoruba nghĩa là "cầu vồng"), với David Britto (Contrebasse) và Cyril Regamey (trống, bộ gõ) Năm 2013, cô là ngôi sao mới nổi khi tham gia chương trình [./https://en.wikipedia.org/wiki/Le_Nouvel_Observateur Le Nouvel Observateur] chiếu hàng tuần tại Pháp. Tạp chí Pháp Les Inrockuptibles đã chọn album Invocación vào tuyển tập 10 album năm 2015 nhạc Nam Mỹ không thể bỏ qua. Cô dạy violin và jazz ngẫu hứng tại Ecole de jazz et des musiques actuelles ở Lausanne.
Cô ra mắt album nhạc mang tên "Agu Aguas", phối hợp với nghệ sĩ piano Omar Sosa0, nghệ sĩ bộ gõ Inor Sotolongo.

## Phong cách
Phong cách của cô phản ánh những ảnh hưởng khá đa dạng trong sắc thái của các thể loại nhạc như nhạc jazz, nhạc cổ điển và nhạc Cuba, với rất nhiều sự ứng biến khéo léo. Tạp chí Les Inrockuptibles của Pháp có nói về nhạc cụ jazz kết hợp với bộ gõ nghi lễ người Yoruba. Cô hát bằng tiếng Tây Ban Nha, tiếng Yoruba và tiếng Pháp. Một trong những ấn tượng nổi bật của Yilian là cô có thể vừa chơi violin vừa hát.

## Danh sách đĩa hát
Ochumare Quartet
- 2009: Caminos
- 2011: Somos Ochumare
Yilian Cañizares
- 2013: Ochumare, Naïve Records
- 2015: Invocación, Naïve Records
- 2018: Aguas, với Omar Sosa, OTA Records